# Zbudza
Zbudza é um município da Eslováquia, situado no distrito de Michalovce, na região de Košice. Tem 9,07 km² de área e sua população em 2018 foi estimada em 521 habitantes.

## Demografia
| Ano:        | 1994 | 2004   | 2014   | 2024   |
| ----------- | ---- | ------ | ------ | ------ |
| Broj ljudi: | 553  | 537    | 542    | 521    |
| Razlika:    |      | -2,89% | +0,93% | -3,87% |

| Ano:               | 2023 | 2024   |
| ------------------ | ---- | ------ |
| Número de pessoas: | 519  | 521    |
| Diferença:         |      | +0,38% |